# The Damned (groupe)
Pour les articles homonymes, voir Damned.
The Damned [ðə dæmd] est un groupe punk britannique, originaire de Croydon, dans la banlieue de Londres, en Angleterre. Il est l'un des premiers groupes du genre dans la scène locale. Formés en 1976, les Damned évolueront ensuite vers un style musical proche de la new wave. Ils sont aussi considérés comme les inspirateurs du rock gothique. Neuf de leurs singles sont classés dans le top 40 de l'UK Singles Chart.

## Origine du nom
L'expression The Damned (litt. « Les Damnés » en anglais) est inspirée des films Le Village des damnés (1960) de Wolf Rilla et Les Damnés (1969) de Luchino Visconti

## Biographie

### Débuts (1976–1978)
L'histoire des Damned commence avec Brian James (Brian Robertson), qui a d'abord joué dans le groupe punk London SS, une formation dont faisait partie Mick Jones (futur membre de The Clash), Tony James (futur membre de Generation X) et Chris Millar, alias Rat Scabies. Après le split des London SS, Brian James et Rat Scabies recrutent Ray Burns alias Captain Sensible comme bassiste et le journaliste Nick Kent au chant pour former un temps les Subterraneans. Peu après Nick Kent est remplacé par David Letts, alias Dave Vanian, un jeune homme à l'allure étrange, au visage très maquillé et habillé tout de noir. Rat Scabies, Ray Burns, et David Letts avaient aussi joué ensemble, accompagnés de Chrissie Hynde, au sein de The Masters of The Backside, une formation éphémère managée par Malcolm McLaren,.
Le groupe prends alors pour nom The Damned. Ils donnent leur premier concert le 6 juillet 1976, en première partie des Sex Pistols au 100 Club de Londres. Le 21 août 1976, le groupe se produit aux arènes de Mont-de-Marsan, premier festival punk européen. Puis The Damned sortent leur premier single New Rose sur le label indépendant Stiff Records, considéré par les spécialistes comme le premier 45 tours de l'histoire du punk rock britannique,. Le 30 novembre, ils sont aussi le premier groupe punk à enregistrer une Peel session pour l'émission de John Peel sur la BBC Radio 1. Le groupe est dans un premier temps invité pour participer à la tournée des Sex Pistols : Anarchy in the U.K. Tour. Mais après l'altercation entre le guitariste des Sex Pistols, Steve Jones, avec le présentateur de l'émission télévisé Today, les Damned n'y participeront finalement pas.
Quelques mois plus tard, le 18 février 1977 sort leur premier album, Damned Damned Damned, produit par Nick Lowe, et entièrement composé par Brian James. Il est très bien accueilli par la critique qui salue le sens des textes et l'aspect mélodique des morceaux par ailleurs très nerveux de l'album, qui comporte également une reprise de 1970 du groupe The Stooges ré-intitulée I Feel Allright. En mars 1977 les Damned entament une tournée avec Marc Bolan et T.Rex pour le Bolan's Final Tour, après avoir recruté un second guitariste, Lu Edmunds, afin de donner plus de son au groupe. Le 9 avril, ils sont le premier groupe britannique à se produire sur la scène mythique du CBGB à New York.
Fin 1977, le groupe enregistre son second album, Music for Pleasure, dans le studio de Nick Mason de Pink Floyd, avec la participation du saxophoniste de free jazz, Lol Coxhill. L'album est très mal accueilli par les fans et est un échec commercial. Les critiques affirment que Music For Pleasure sonne comme le premier album, mais plus soft et sans aucune bonne chanson, excepté le morceau Problem Child. À la suite de dissensions internes, Brian James quitte le groupe en 1978, pour fonder Tanz Der Youth, puis par la suite The Lords of the New Church. Son départ provoque la séparation du groupe, mais celui-ci se reforme finalement quelques mois plus tard.

### Retour etMachine Gun Etiquette(1978–1979)
Captain Sensible troque sa basse pour la guitare, et c'est Lemmy Kilmister qui reprend brièvement le poste de bassiste avant de laisser sa place à Algy Ward (ex membre de The Saints). Si la presse musicale considère que les Damned sont morts, ceux-ci continuent d'enregistrer et finissent par obtenir un contrat avec Chiswick Records pour l'enregistrement d'un nouvel album.
Celui-ci sort en 1979 et s'intitule Machine Gun Etiquette. Celui-ci est radicalement plus diversifié et musicalement travaillé que ce qu'à quoi s’attendaient leurs fans. Les trois singles extraits de l'album sont devenus des classiques comme Love Song, Just Can't Be Happy Today (avec son orgue très années 1960) et Smash It Up. Machine Gun Etiquette amène alors les critiques et le public à reconsidérer le groupe. Sensible, reconnu comme compositeur, émerge alors en tant que guitariste de qualité, se mesurant avec plusieurs guitaristes reconnus par le milieu commercial musical des années 1970. Scabies avait déjà, à juste titre, été qualifié de bon batteur, depuis la formation du groupe, mais avec l'arrivée de Ward, un « vrai » bassiste, le groupe fait la preuve constante d'un rythme remarquable : rapide et énergique.
Les vocales de Vanian s'étendent du haut-baryton des albums précédents à plusieurs autres tessitures, incluant un chant plus doux de basse « pré-gothique ». La presse et le public en sont étonnés. La scène punk britannique était en pleine évolution et The Damned était sorti de l'ombre, se taillant là une place bien à lui : un style sombre et mélodique : quelquefois très rapide pour l'époque, parfois avec des guitares tapageuses mais avec aussi un jeu détendu, presque psychédélique où les claviers se font entendre. Les Damned avaient enregistré l'album sous la direction de Roger Armstrong aux Essex Studios, où se trouvait en même temps le groupe The Clash qui enregistrait alors London Calling. Joe Strummer et Mick Jones participèrent (sans qu'il en soit fait mention) aux vocales de la chanson Machine Gun Etiquette de l'album de The Damned. Puis, Ward abandonne le groupe, pour être par la suite remplacé par Paul Grey, membre du groupe Eddie and the Hot Rods.

### Rock gothique (1980–1989)
Depuis le début de la formation du groupe The Damned, Dave Vanian s'organisait pour ressembler à un vampire, sur scène, avec du fond de teint blanc et l'accoutrement approprié. Avec la sortie de l'album suivant, The Black Album (1980), le groupe devient encore plus pré-gothique, mettant plus l'accent sur le rôle de Vanian que sur la personnalité humoristique de Captain Sensible. La musique du groupe conserva sa rapidité et son énergie, mais il y eut une augmentation de silences et d'espaces, plus de guitares acoustiques et de claviers, et plus d'obscurité New Romantic. The Black Album, produit par les Damned sous le pseudonyme The Kings of Reverb est considéré comme le chef-d'œuvre du groupe: il s'agissait à l'origine d'un double album comprenant une face live ainsi qu'une chanson de 17 minutes, Curtain Call, avec de longs passages influencés par Rimski-Korsakov et par le Krautrock.
Après The Black Album, faute de contrats avec une maison de disques, les Damned enregistrèrent une série de singles sans album (non-LP singles) dont le fameux Friday The 13th EP où le groupe atteint sa maturité musicale. L'album suivant, Strawberries, sorti en 1982, confirme que les Damned ont mûri leur style mais les tensions s'accumulent au sein du groupe: Paul Gray jette l'éponge puis c'est au tour de Captain Sensible de quitter le groupe pour faire une carrière solo. Comme dans le film Spın̈al Tap, où une série de batteurs se succèdent au sein du groupe, The Damned, eux, ont vu défiler les compagnies d'enregistrement. Après le départ de Captain Sensible, les tendances gothiques de Vanian purent s'exprimer sans entraves. Avec le renfort de Bryn Merrick (basse) et Roman Jugg (guitare), les Damned signèrent enfin un contrat avec MCA et un nouvel album, Phantasmagoria, sortit en 1985. Il fut couronné de succès. L'album suivant fut un coup d'essais (one-off side project), une soundtrack d'un film imaginaire des années 1960 appelé Give Daddy the Knife, Cindy, d'un groupe du nom de Naz Nomad and the Nightmares. Cette reprise de musique des années 1960 connu un succès d'estime, malgré sa distribution limitée sur le marché. Anything, l'album officiel qui suivit Phantasmagoria, en 1986, fut un autre succès critique, qui mit fin à la sempiternelle recherche de maisons d'enregistrements du groupe. James a rejoint temporairement le groupe pour quelques concerts, dont celui de l'album live Final Damnation de 1989.

### Retours et changements (1990–2005)
Les Damned ont longtemps été un groupe culte marquant aux États-Unis. Leur première tournée là-bas eut lieu en 1977 et ils inspirèrent plusieurs groupes célèbres depuis, tant à New York qu'à Los Angeles. Les tempos remarquablement rapides de plusieurs chansons, écrites entre Machine Gun Etiquette et Strawberries, dont Ignite, There Ain't No Sanity Clause, et Therapy, influencent les tous nouveaux groupes punks américains — ceux qu'on appellerait dans les années 1980 les punks hardcore. Le glam punk des Damned laisse bon nombre d'excellents titres. Captain Sensible a aussi connu son heure de gloire en solo avec le mega-tube Wot.
Les Damned sont toujours restés actifs malgré le va-et-vient des membres et ils sont aujourd'hui centrés sur Vanian et Sensible. Ils enregistrèrent un nouvel album Grave Disorder en 2001 et sont régulièrement en tournée, comme ce fut le cas de 1996 à 2005. Patricia Morrison (qui a joué dans The Bags, The Gun Club et The Sisters of Mercy) assure la basse pour le groupe durant cette période avant d'être remplacée par Stu West. Elle est maintenant mariée avec Vanian et ils ont une fille, Emily, née le 9 février 2004. Pendant ce temps, l'ancien batteur Rat Scabies a essayé de résoudre le mystère de Rennes-le-Château, ce qui l'a amené à s'intéresser à l'Ordre du Temple. Sa quête du Graal, aussi fantasque que passionnante, a été narrée dans un roman de Christopher Dawes intitulé Rat Scabies and the Holy Grail, paru chez Sceptre Books en 2005.

### Dernières activités (depuis 2008)

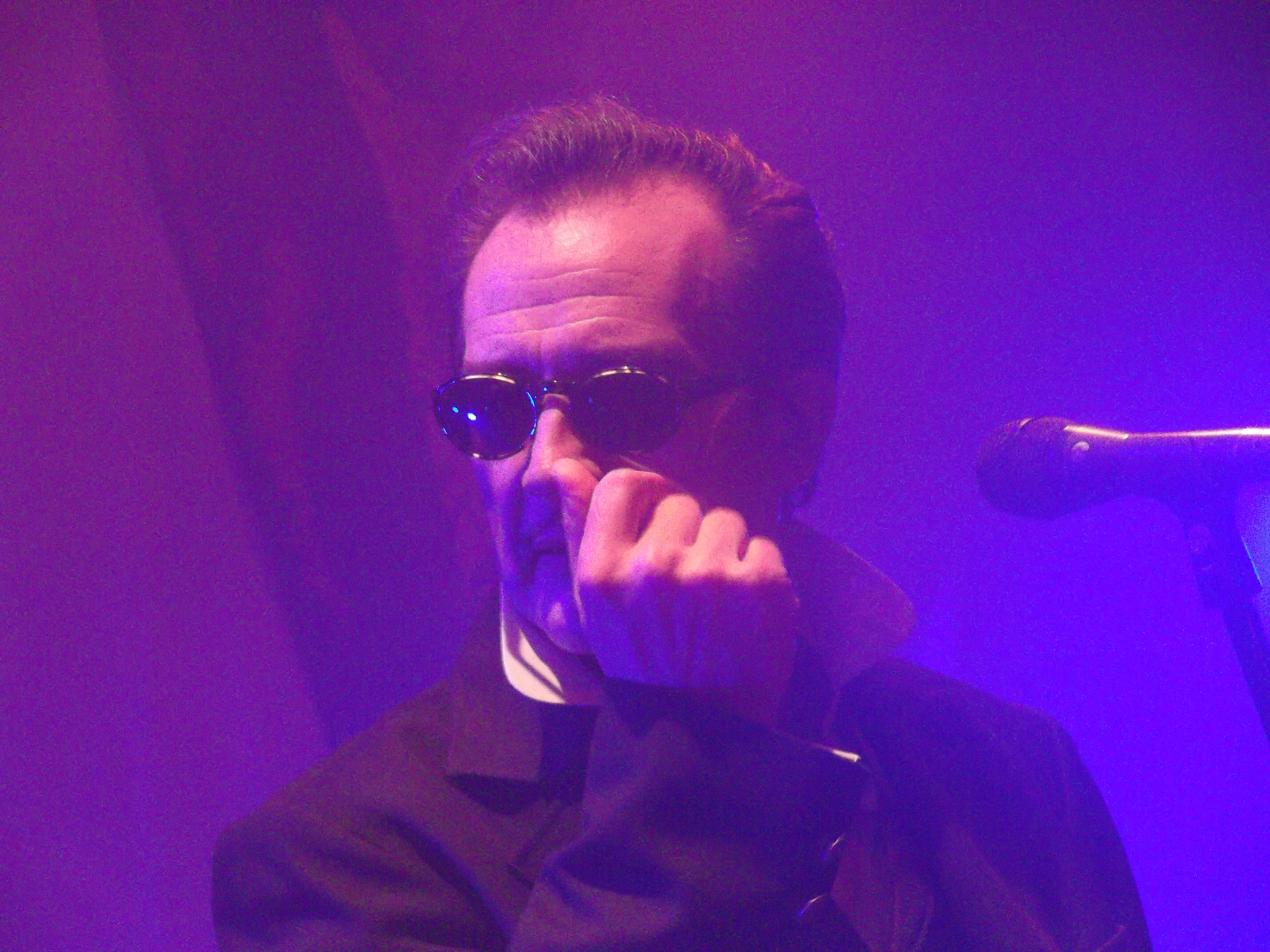
Vanian en 2013.

Après avoir sorti un nouveau single en 2005, Little Miss Disaster, les Damned enregistrent un nouvel album qui est paru en octobre 2008 : So, Who's Paranoid est un album flamboyant dans la lignée de Strawberries. La diversité des chansons, du punk (Maid for Pleasure, Nothing) au psychédélique (Dark Asteroid qui dure 14 minutes), confirme le talent des Damned, toujours menés par Captain Sensible et Dave Vanian. Les changements de line-up et le temps ne semblent pas avoir d'emprise sur l'identité et la créativité du groupe, comme l'attestent des morceaux comme A Nation Fit for Heroes, qui nous rappelle l'époque glorieuse du Friday the 13th EP, Just Hangin qui aurait pu figurer sur The Black Album ou Under the Wheels qui semble explorer de nouveaux sentiers.
Le 7 novembre 2014, Captain Sensible et Dave Vanian apparaissent sur le podcast TV Guidance Counselor de Ken Reid. En 2015, The Damned participe à un documentaire de Wes Orshoski appelé The Damned: Don’t You Wish that We Were Dead. Le 12 septembre 2015, l'ancien bassiste Bryn Merrick meurt d'un cancer de la gorge. En mai 2016, le groupe joue au Royal Albert Hall. Le 3 août 2016, un nouvel album est annoncé depuis la page PledgeMusic du groupe.

## Membres

### Membres actuels
- Dave Vanian − chant (depuis 1976)
- Captain Sensible − basse (1976–1978), guitare (1978–1984, 1989, 1991, depuis 1996)
- Monty Oxymoron − claviers (depuis 1996)
- Pinch − batterie (depuis 1999)
- Stu West − basse (depuis 2004)

### Anciens membres
- Brian James − guitare (1976–1978, 1988–1989, 1991)
- Rat Scabies − batterie (1976–1977, 1978–1996)
- Lu Edmonds − guitare (1977–1978)
- Algy Ward − basse (1978–1980)
- Paul Gray − basse (1980–1983, 1989, 1996)
- Roman Jugg − claviers (1981–1985) guitar (1984–1989)
- Bryn Merrick − basse (1983–1989; died 2015)
- Paul « Shirley » Shepley - claviers (1985-1989)
- Kris Dollimore − guitare (1993–1996)
- Alan Lee Shaw − guitare (1993–1996)
- Jason « Moose » Harris − basse (1993–1996)
- Garrie Dreadful − batterie (1996–1999)
- Patricia Morrison − basse (1997–2005)

## Discographie

### Albums studio
- 1977 : Damned, Damned, Damned
- 1977 : Music for Pleasure - Produit par Nick Mason de Pink Floyd
- 1979 : Machine Gun Etiquette
- 1980 : The Black Album
- 1982 : Strawberries
- 1984 : Give Daddy the Knife, Cindy (sous le nom de Naz Nomad and the Nightmares)
- 1985 : Phantasmagoria
- 1986 : Anything
- 1995 : Not of This Earth
- 2001 : Grave Disorder
- 2002 : I'm Alright Jack and the Beantalk (réédition de Not of this Earth avec 4 titres issus des BBC Sessions 29/11/1993 : Testify, I Need A Life, Never Could Believe, et Neat, Neat, Neat)
- 2008 : So, Who's Paranoid
- 2018 : Evil Spirits
- 2023 : Darkadelic

### Albums live
- 1982 : Live Shepperton 1980
- 1983 : Live at Newcastle
- 1986 : The Captain's Birthday Party
- 1986 : Not the Captain's Birthday Party?
- 1987 : Mindless Directionless Energy
- 1989 : Final Damnation
- 1990 : Live
- 1992 : Ballroom Blitz - Live at the Lyceum
- 1993 : The School Bullies
- 1997 : Fiendish Shadows
- 1999 : Eternal Damnation Live
- 1999 : Molten Lager
- 2001 : Live Anthology
- 2001 : Final Damnation (réédition du concert de 1989 en format CD/DVD)
- 2006 : Noise Noise Noise - The Live Box (coffret 5 CD live best-of)
- 2007 : Live at the 100 Club
- 2011 : Machine Gun Etiquette Anniversary Live Set (CD-DVD)
- 2014 : Another Live Album From the Damned
- 2014 : Feel the Pain, vol. 1 & 2
- 2022 : A Night of a Thousand Vampires: Live in London (Concert enregistré le 28 octobre 2019 au Palladium Theatre)

### EP
- 1981 : Friday The 13th

### Singles
- New Rose – octobre 1976
- Neat, Neat, Neat – février 1977
- Stretcher Case Baby – juillet 1977
- Problem Child – septembre 1977
- Don’t Cry Wolf – décembre 1977
- Love Song – avril 1979
- Smash It Up – octobre 1979
- I Just Can’t Be Happy Today – décembre 1979
- White Rabbit – avril 1980
- The History Of The World – août 1980
- There Ain’t No Sanity Clause – décembre 1980
- Wait For The Blackout – mai 1982
- Lovely Money – juin 1982
- Dozen Girls – septembre 1982
- Lively Arts – octobre 1982
- Generals – novembre 1982
- Thanks For The Night – mai 1984
- Grimly Fiendish – mars 1985
- Shadow Of Love – juin 1985
- Is It A Dream? – septembre 1985
- Eloise – janvier 1986
- Anything – novembre 1986
- Gigolo – janvier 1987
- Alone Again Or – avril 1987
- In Dulce Decorum – novembre 1987
- Fun Factory – janvier 1991
- Prokofiev – novembre 1991
- Little Miss Disaster – novembre 2005
- Standing On The Edge Of Tomorrow – Janvier 2018